# Бобай
Боба́й (кит. упр. 博白, пиньинь Bóbái) — уезд городского округа Юйлинь Гуанси-Чжуанского автономного района (КНР).

## История
Уезд Синъе был создан при империи Тан в 621 году.
После вхождения этих мест в состав КНР в конце 1949 года был образован Специальный район Юйлинь (郁林专区) провинции Гуанси, и уезд вошёл в его состав. В 1951 году Специальный район Юйлинь и специальный район Учжоу (梧州专区) были объединены, образовав Специальный район Жунсянь (容县专区). В 1952 году уезд был передан в состав Специального района Циньчжоу (钦州专区), но уже в 1953 году это решение было отменено.
В 1958 году провинция Гуанси была преобразована в Гуанси-Чжуанский автономный район. Специальный район Жунсянь был расформирован, и уезд Юйлинь перешёл в состав нового Специального района Юйлинь (玉林专区). В 1971 году Специальный район Юйлинь был переименован в Округ Юйлинь (玉林地区).
Постановлением Госсовета КНР от 27 апреля 1997 года округ Юйлинь был преобразован в городской округ.

## Административное деление
Уезд делится на 27 посёлков и 1 волость.